# Bernd Arold
Bernd Arold (* 26. April 1974 in Rüdesheim am Rhein) ist ein deutscher Koch.

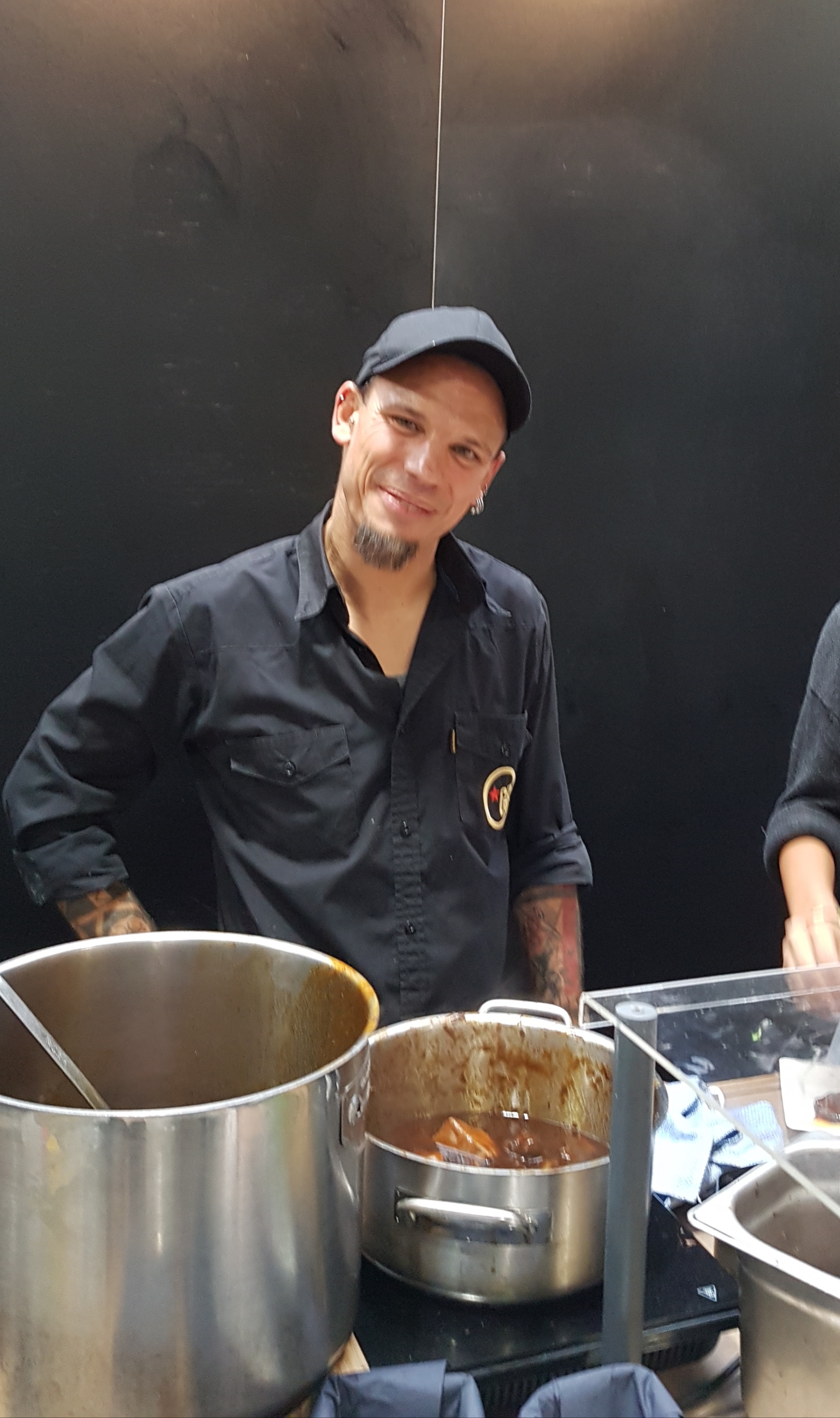
Bernd Arold auf der Eat&Style München 2018

## Leben
Bernd Arold lebte bis zu seinem fünften Lebensjahr in Freising, danach zog er mit der Familie nach Karlstadt bei Würzburg. Dort begann er 1990 im Backöfele in Würzburg seine Ausbildung.
Danach arbeitete er im Restaurant Käfer-Schänke in München und dem Restaurant Schweizer Stuben in Bettingen. Nach eigener Aussage lernte er dort „die gehobene Küche, die strenge Disziplin, die perfekten Kombinationen und den vielseitigen Geschmack.“
Zusätzlich absolvierte er eine Ausbildung als Schreiner. Nach der Lehrzeit und der Absolvierung eines Zivildienstes arbeitete er weiter als Koch. Seine nächste Station führte ihn ins Mosquito nach Würzburg. Nach eigener Aussage die schönste Station seiner Kochkarriere war jedoch das Drei Stuben in Meersburg unter der Leitung von Stefan Marquard. Nach seiner Zeit in den Drei Stuben wechselte er gemeinsam mit Stefan Marquard ins Restaurant Lenbach in München. Daran anschließend kochte er erstmals als Küchenchef im Restaurant Ess9. 
Von Juli 2008 bis zur Corona-Krise 2020 kochte er im eigenen Restaurant Der Gesellschaftsraum in München seine Kreationen im Ambiente der siebziger Jahre. Seit 2020 betreibt Bernd Arold Das Griabig in München.

## Fernsehauftritte
- 05/2008: PRO 7 / Galileo: „Pimp my ravioli“
- 03/2009: In der Fernsehsendung „Restaurant sucht Chef“ von RTL II machten die Kandidaten im März 2009 auch im Gesellschaftsraum von Bernd Arold Station.
- 03/2009: Der „Tatort“ dreht im Gesellschaftsraum, der dafür in ein Esoterik Restaurant verwandelt wird. Später zu sehen in der Folge: „Gesang der toten Dinge“ auf BR
- 04/2009 Abenteuer leben Kabel1: ein ganzes Wissensspezial um die Küchenpunks aus München
- 08/2009 Abenteuer wissen Kabel1: die Gourmetpiraten kochen aus Bier geschmackliche Highlights[5]
- 09/2009 PRO 7 / Galileo
- DMAX: Mission „Essen auf Rädern“ rasantes Kochduell mit Sabine Schmitz, Ole Plogstedt und Bernd Arold im Fond eines Bedford Wohnmobils auf der Nordschleife des Nürburgrings
- 2011: Bernd, koch mir was Leckeres heute Nacht!
- seit 2015: Pro 7 / Galileo: „Kitchen Moves“, Duell mit Harro Füllgrabe

## Mitgliedschaften
Bernd Arold ist Mitglied der Köchevereinigung der Jungen Wilden, einer Initiative des Koches Otto Koch.